# 1738 în literatură
Anul 1738 în literatură a implicat o serie de evenimente și cărți noi semnificative.  